# Horde (groupe)
Pour les articles homonymes, voir Horde.
Horde est un groupe de unblack metal australien. Il s'agit d'un projet parallèle du musicien australien Jayson Sherlock, ancien membre des groupes Mortification et Paramaecium. L'unique album, Hellig Usvart, est enregistré en 1994, et publié au label Nuclear Blast. Il est l'un des albums les plus controversés dans le milieu black metal, à cause de sa provocation et du mystère de sa production, Jayson Sherlock l'ayant signé sous le pseudonyme d'Anonymous.
Le groupe donne en tout et pour tout trois concerts avec un groupe de musiciens additionnels, à l'édition 2006 du Nordic Fest d'Oslo en Norvège, à l'Immortal Metal Fest en Finlande, et au Blast of Eternity à Heilbronn, en Allemagne.

## Biographie
En 1994, Jayson Sherlock, sous le pseudonyme Anonymous enregistre un album, Hellig Usvart (Holy Unblack), qui est distribué par Nuclear Blast Records en 1994. La majorité des morceaux de l'album étant enregistrée en norvégien (aussi bien que le titre lui-même), et Sherlock conservant son anonymat, la plupart des gens supposent que Horde est un groupe d'origine norvégienne, théorie soutenue par la mauvaise qualité de l'enregistrement et de la production, fait courant et presque marque de fabrique du black metal norvégien.
Pour la sortie initiale de Hellig Usvart, une campagne publicitaire est lancée dans le milieu black metal. Une vague déferle dans la communauté black metal, due aux techniques peu communes de vente impliquées dans la promotion de cet album. Des menaces de mort sont adressées à Mark Staiger de Nuclear Blast pour qu'il révèle l'identité des musiciens anonymes qui ont enregistré l'album, sans succès. L'identité de Sherlock sera révélée plus tard. Horde reçoit des menaces de mort pour être un groupe chrétien jouant du black metal. Lors de la sortie originale en 1994, 4 000 exemplaires de l'album sont pressées. En 1999, Rowe Productions rachète tous les exemplaires restants, les rééditions en y ajoutant des morceaux live du concert donné à Oslo, et les redistribue dans le monde entier. L'album est depuis republié sur ce label avec un morceau bonus entier, My Heart Doth Beseech Thee (O Master), morceau précédemment enregistré pour la compilation Godspeed, en 1994, mais jamais paru sous ce nom,.
Hellig Usvart lui-même est une sortie unique, Jayson n'ayant pas en projet de retravailler sur Horde. L'album est à l'origine du genre unblack metal ; depuis sa sortie, des groupes tels que Dark Endless (également un groupe de unblack metal comportant un membre anonyme), Crimson Moonlight et Antestor (groupe existant déjà depuis 1989) ont fait leur apparition, mettant en avant le concept de black metal chrétien. Cet album fait la satire du black metal, en détournant des phrases typiques pour y incorporer un message chrétien. Le thème de l'album est généralement la destruction et le rejet de Satan, en faveur de Dieu. Il y a aussi des liens directs et indirects avec la louange de Dieu dans tout l'enregistrement. La musique de Horde est le plus souvent simple, sombre, avec des blast beats, des cris aigus ou des grondements. Les claviers sont eux aussi répandus dans tout l'album et apparaissent sur certains morceaux tels que Release and Clothe the Virgin Sacrifice.
Horde s'est produit en tout quatre fois en concert, au Nordic Fest à Oslo le 3 novembre 2006, à l'Immortal Metal Fest en Finlande, au Blast of Eternity à Heilbronn (Allemagne) en 2010 et au Elements of Rock le 15 mars 2013. Le concert à Oslo est enregistré et paraît en DVD en 2007. Durant ces concerts, Jayson Sherlock était au chant et à la batterie, pendant que les membres du groupe de black metal technique Norvégien Drottnar étaient à la guitare, à la basse et aux claviers. Les photographies avec flash étaient interdites car elles auraient révélé l'identité de Sherlock, qui portait une capuche pendant les concerts.

## Membres

### Membres actuels
- Jayson « Anonymous » Sherlock – chant, batterie (depuis 1994), basse (1994), guitare (1994)

### Membres de tournée
- Simon « Pilgrim » Rosen – chant (2006, 2010)
- Karl Fredrik « Kvest » Lind – guitare (2006, 2010, 2012)
- Bengt « Bøddel » Olsson – guitare (2006, 2010, 2012)
- Håvar « Gestalt » Wormdahl – basse (2006, 2010, 2012)